# Lawrence Ofosu-Appiah
Lawrence Henry Yaw Ofosu-Appiah  (18 de març de 1920 – 1 de juny de 1990) fou un acadèmic ghanès, professor de llengües clàssiques a la Universitat de Ghana i posteriorment Director de l'Enciclopèdia Africana (Encyclopedia Africana).
Va néixer en un poble anomenat Kukua proper a Adawso, en la Regió Oriental de Ghana. Els seus pares eren Seth Fianko — un mestre i un descendent de la família reial de Kubease, Larteh, Ghana — i Agnes Fianko (Reynolds de soltera) — també una mestra i descendent de la família reial d'Akropong, Akwapim, Ghana. La seva educació s'inicià a l'escola presbiteriana Adawso Presbyterian Primary School. El gener de 1932, va ingressar a l'Achimota Secondary School per cursar-hi l'educació secundària. El 1939 va començar la seva carrera com a professor de llatí i de twi a l'Achimota School.
El març de 1944, el Consell d'Achimota li va atorgar una beca per a anar a la Universitat d'Oxford, Regne Unit, on va ser acceptat al Hertford College. Fou el primer negre africà en estudiar llengües clàssiques a Oxford. L'octubre de 1948 ingressà al Jesus College, de Cambridge, Regne Unit, per obtenir un diploma en Antropologia. Poc després va ser nomenat Lector Ajudant de Clàssiques a la Universitary College, Costa d'Or, ara Universitat de Ghana, essent el primer africà en ingressar en el departament de clàssiques.
El juliol de 1954, es va casar amb Victoria Boohemaa Addo, d'Akropong, Akwapim. Van tenir tres filles: Asantewa, Oseiwa i Asabea.
A Ofosu-Appiah li fou concedida una beca Fulbright i obtingué i el càrrec de professor visitant de clàssiques  a la Universitat de Dartmouth, Hanover, New Hampshire, als Estats Units, per l'any acadèmic 1964-65. Fou la primera persona negra a ingressar a la facultat. Va ensenyar llatí i grec i també col·laborà amb el Departament d'anglès per a ensenyar literatura anglesa.
Ofosu-Appiah va acceptar el càrrec de Director del projecte de l'Enciclopèdia Africana aAccra l'agost de 1966. Aquest era un projecte inspirat perW. E. B. Du Bois.
El primer volum de l'Encyclopaedia Africana Dictionary of Biographies, Ethiopia-Ghana, va ser publicat el juny 1977. Li va seguir el segon volum, Sierra Leone-Zaire, el desembre de 1979.
Ofosu-Appiah fou nomenat membre del consell d'administració de la Biblioteca de Ghana el març 1967. El 1969, va obrir la Biblioteca de Bolgatanga. El 1970, a instàncies del govern de la Segona República de Ghana, va continuar com a President del referit consell.
Fou nomenat membre del Comitè Assessor del Consell d'Alliberament Nacional de 1967 a 1968. Un cop va tenir lloc l'inici de la Segona República el 1969, li fou oferta la presidència de Corporació Estatal Ghaniana de l'Habitatge. Fou també elegit membre de l'Executiva Nacional del Partit de Progrés, l'any 1970 i posteriorment President d'un Comitè a el Winneba Training College.

## Obra
El 1962, Ofosu-Appiah va traduir l'Odissea d'Homer al twi, que fou utilitzada com a llibre de text pel Ministeri d'Educació de Ghana.